# ژرار سرکویان
ژرار سرکویان ( فرانسوی: Gérard Serkoyan‎؛ ۱۴ ژوئیهٔ ۱۹۲۲ – ۸ فوریهٔ ۲۰۰۴) خواننده اپرا بیس، آموزگار موسیقی و موسیقی‌دان ارمنی‌تبار اهل فرانسه که بین سال‌های ۱۹۴۹ تا ۲۰۰۴ میلادی مشغول فعالیت بود. وی در اپرای پاریس فعالیت می‌کرد.

## زندگی‌نامه
وی در ۱۴ ژوئیهٔ ۱۹۲۲ در کنستانتینوپل به دنیا آمد . وی در ۸ فوریهٔ ۲۰۰۴ در سن ۸۱ سالگی در La Cadière-d'Azur درگذشت و در همانجا نیز به خاک سپرده شد.